# PlayStation Magazine Ufficiale
A PlayStation Magazine Ufficiale (PSMU-ként is ismert), eredetileg Ufficiale PlayStation Magazine, majd PlayStation 2 Magazine Ufficiale a PlayStation: The Official Magazine olasz nyelvű kiadása, ami a Sony videójáték és hordozható konzoljaira szakosodott. Az újságban a Sony konzolokra megjelent játékok előzetesei, tesztjei és csaló kódjai találhatóak meg. A magazinhoz Blu-ray disc demo lemezt is mellékelnek.

## Külső hivatkozások
- A PlayStation Magazine Ufficiale a Play Media Company weboldalán (olaszul)